# 村立て
村立て（むらたて）は、かつて宮古島（現在の沖縄県宮古島市）で行われていた、人口増加等により生活が成立しなくなったために、一部の人々が別の場所に新たに村を作ることをいう。分村ともいう。村立とも表記する。

## 概要
薩摩藩の琉球侵攻を受けた琉球王府が貢租確保の手段として、先島諸島（宮古列島・八重山列島）の経営強化を打ち出した後のことである。琉球王府からの指示もあり、土地を開拓し耕地を増すことが重要問題であった。通常人々の強制移住があり、民謡に別離の悲劇が記録されている。平良市史によると1686年（和暦貞享3年）から1873年（明治6年）に及び18ヶ村の村立てが記録されている。村の習慣、言語などは古い集落の習慣、言語が引き継がれる。新しい村に重要なことは、水源地が近くにあり、耕地が開発できることである。
村籍移動と新村設置については、沖縄本島では、風水師（地理師）によって地勢を相し移動することが尚穆王以降頻繁に行われていた。宮古島の場合、村立ては、古代に領主が滅亡して離散した領地に付近の住民を移動させるのと、荒原に既存の村民の一部を移動させるのがあったとがわかる。この村立と役人の努力によって、宮古島の耕地は大いに増大し、産業の発達に結びついたのである。

## 村立てとその時期
- 1658年頃 - 伊良部村、久貝村[注釈 1]
- 1686年 - 川満村、佐和田村[注釈 2]
- 1714年 - 嘉手刈村[注釈 3]大浦村[注釈 4]
- 1716年 - 保良（ボラ）村[注釈 5]、野原村[注釈 6]
- 1725年 - 長間村[注釈 7]
- 1737年 - 伊良部島の国仲村[注釈 8]（池間島より分村）
- 1727年から1743年の間 - 比嘉村[注釈 5]、新城（あらぐすく）村[注釈 5]、西里（いいざと）村[注釈 9]
- 1766年 - 仲地村[注釈 10]、長浜村[注釈 10]、前里村[注釈 10]
- 1771年3月 - 明和の大津波により複雑化する
- 最後の村立ては1874年（明治7年）の福里[注釈 5]、西原[注釈 4]の両村である。福里は主に西里から、西原へは主に池間から移住している。
  - 西原村の場合、移動した人は2年間は免税になり、1年は税金が半分となり、新しい村の費用となった[3][4]。

## 国仲村の村立て
池間島は耕地が狭く、人口が密であるので昔から伊良部島に渡って耕作していた。池間の人民を移動させ国仲村を作ったのは1737年であった。民謡「島出で（すまいで）のアーグ」（綾句）が残っている。村分けの歌で、池間島には夫が残され新妻は新しい村へ強制移住させられたという悲話。

## 西原村の村立て
一番新しい村立ては、西里村から西原村への分村で、1873年（明治6年）のことである。首里王府から派遣された駐在官を在番というが、その「在番記」によると西里村は下知がいき届かないので最寄りをさし分けて新しい村をつくるよう、検使に命令されたという。また池間島の人口が増え惣頭1,800人になったので新村を建てるように言われ、新しい村を西原とした。民謡「島出のアーグ」（綾句）が残っている。これは前の国仲村への村立ての民謡とは別で、池間島を離れる悲しみはなく、将来への願望が強く歌われ、池間島の役人が作ったかと思わせると記載されている。
琉球王国から1873年（明治6年）に検使という大勢の役人が行政視察に来て新村建設を命令された。役人から命令され親子兄弟は引き裂かれた悲話が伝えられている。島の幹部が抽選できめたという記載もある。準備として一戸あたり宅地300坪、畑６反歩ずつ、また男子13歳以上のものには、さらに3反を増配したという。家屋は萱葺で、7坪半が与えられた。新村は90戸、人口は500名であった。集落の名前は検使の西原親雲上に因んだ。元々池間島では結束力が強いが、西原ではその気質をよく伝えて団結して事にあたる美風が強い。